# Le Livre de Poche
Le Livre de Poche (literal „Cartea de buzunar”) este numele unei colecții de publicații care a apărut pentru prima dată pe 9 februarie 1953, sub conducerea lui Henri Filipacchi, și a fost publicată de Librairie générale française, o filială a grupului Hachette.

## Istoric
Cărți cu un format similar, potrivite pentru a încăpea într-un buzunar, existau deja de mai multă vreme. Începând din 1905, editura Jules Tallandier a comercializat romane populare la prețuri reduse sub numele de Livre de poche. Dar succesul colecției Le Livre de Poche s-a datorat combinației dintre ideea nouă a consumerismului din acea epocă și cererea populară de cărți ieftine, cu coperți ce aminteau de afișele de cinema, dar conținând scris de calitate.
Se presupune că Henri Filipacchi a avut ideea după ce a văzut un soldat american rupând o carte cu scopul de a-i încăpea în buzunarele uniformei. Filipacchi a reușit să-i convingă pe prietenii săi editori de la Albin Michel, Calmann-Lévy, Grasset și Gallimard să se alăture proiectului său, iar aceștia au devenit „părinții fondatori” ai Le Livre de Poche.
Astfel Kœnigsmark de Pierre Benoit a fost primul titlu lansat în 1953. La fiecare două săptămâni era tipărită o nouă carte. Curând, această apariție a devenit un fait de société. Vânzările au urcat de la 8 milioane de exemplare în 1957-1958 la 28 de milioane în 1969. Acest succes i-a inspirat pe concurenți: J'ai lu (înființată de Flammarion în 1958), Presses Pocket (înființată de Presses de la Cité) și Folio (înființată de Gallimard în 1972, după retragerea sa din cadrul Librairie Générale Française). Dar, cu aproape un miliard de volume vândute de la crearea sa și mai mult de 18 de milioane de exemplare vândute în 2002, Le livre de poche rămâne colecția franceză cea mai vândută.

## Statistici
Capitalul La Librairie générale française, societate cu răspundere limitată, este deținut în proporție de 80% de Hachette Livre și de mai puțin de 20% de Éditions Albin Michel.
- 3.500 de titluri în catalogul său din 31 decembrie 2002
- 14.000 de titluri publicate începând din 1953
- 1 miliard de volume vândute încă de la începuturile sale
- 360 de titluri noi pe an
- 1.000 de titluri retipărite pe an
- mai mult de 18 de milioane de exemplare vândute în anul 2002

## Legături externe
- fr  Situl oficial al colecției